# Scutum (Romeins leger)

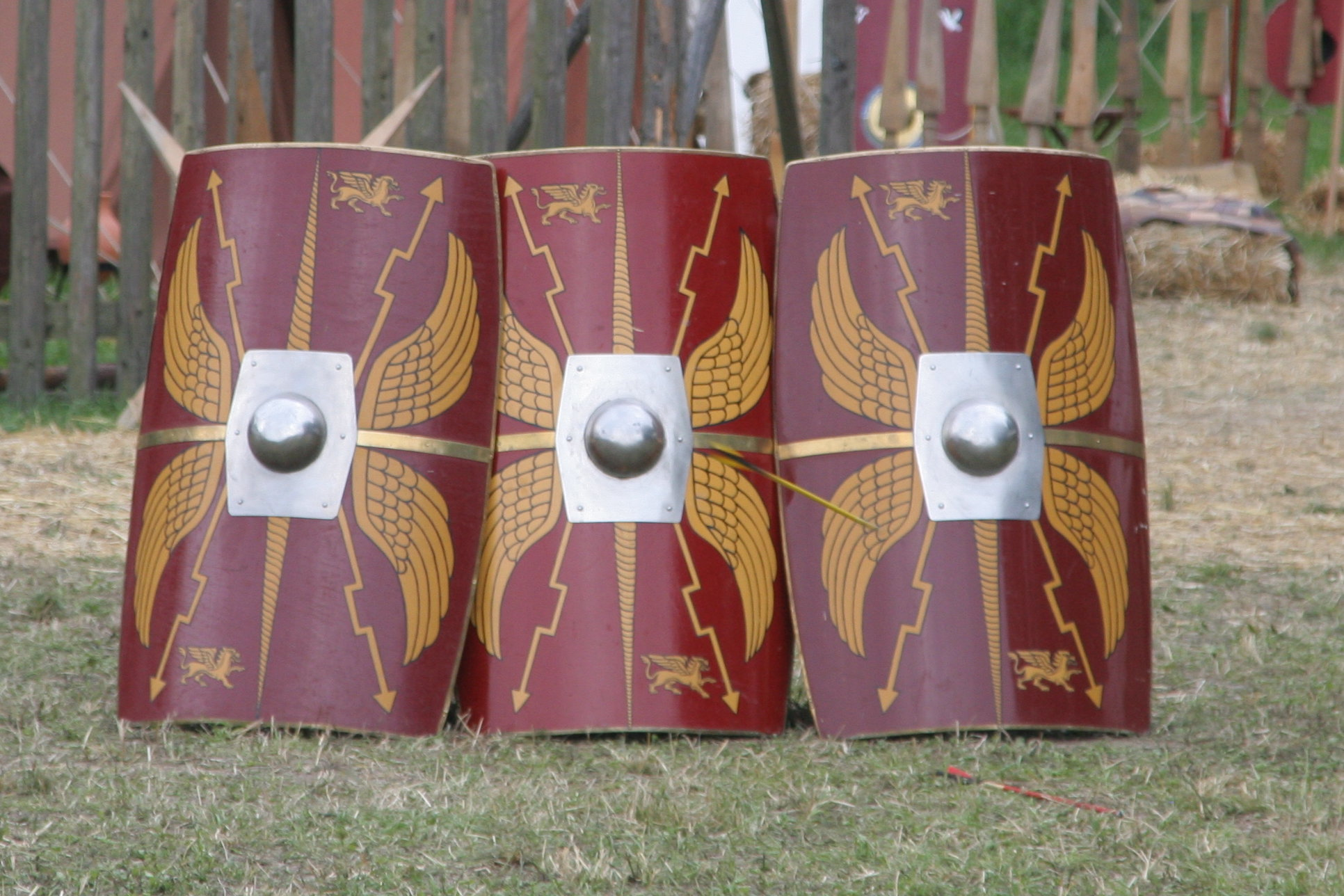
scuta.

Een scutum is het schild waarmee de Romeinse soldaat (legionair) zich beschermde tegen de vijand. Het kon vervaardigd zijn uit onder andere hout, vlechtwerk, metaal, brons of een combinatie. 
Het uiterlijk van een scutum van een infanterist was nogal typisch. Het was afgebogen zodat bijna alle kanten van het lichaam beschermd en 'afgedekt' konden worden. Elke rij in een Cohort had een verschillende kleur. Dit zorgde ervoor dat formaties zoals de testudo gemakkelijker te vormen waren. De kleuren die hiervoor werden gebruikt waren: rood, groen, blauw en geel. Op het schild waren bijna altijd gele adelaarsvleugels en meestal ook de naam, symbolen (tekeningen als bijvoorbeeld de stier of een ander dier waarmee het legioen gelinkt was) en het nummer van het legioen waartoe de legionair behoorde geschilderd. Meestal werd ook de afkorting SPQR (Senatus Populusque Romanus) aangebracht. Tegen het einde van de derde eeuw raakte het scutum in onbruik.